# Fort McPherson (Nordwest-Territorien)
Fort McPherson (Gwich'in: Teetl'it Zheh, dt.: „Am Kopf des Wassers“) ist eine Gemeinde in den kanadischen Nordwest-Territorien, nördlich des Polarkreises. Die Gemeinde hatte bei der Erhebung von 2016 700 Einwohner.
Sie wurde 1849 gegründet, als John Bell, ein Forscher der Hudson’s Bay Company eine Handelsniederlassung entlang des Peel River errichtete. Nach zahlreichen Überflutungen wurde diese später an eine höhere Stelle verschoben. Diese Niederlassung wurde zuerst Peel River House benannt, später jedoch umbenannt nach Murdoch McPherson.
Fort McPherson liegt am Ostufer des Peel Rivers, 121 Kilometer südlich von Inuvik und ist durch den Dempster Highway mit ihr verbunden. Gesprochen wird Gwich'in und Englisch.
Der Ort ging durch ein Begräbnis in die Geschichte ein. Auf dem Friedhof neben der anglikanischen Kirche sind Inspector Francis J. Fitzgerald, Constable G. F. Kinney, R. O. H. Taylor und Sam Carter von der Royal Northwest Mounted Police (R.N.W.M.P.) begraben, deren Geschichte der Lost Patrol noch heute erzählt wird, als sie 1910/1911 zu einer Patrouille mit Hundeschlittengespannen von Fort McPherson nach Dawson unterwegs waren, wegen der Unbilden des arktischen Wetters und offenbar ungenauer Ortskenntnisse aber umkehren mussten und auf dem Rückweg ca. 30 Meilen vor Fort McPherson erfroren und verhungert sind.